# Austroraphidia brasiliensis
Austroraphidia brasiliensis là một loài côn trùng trong họ Baissopteridae thuộc bộ Raphidioptera. Loài này được Nel et al. miêu tả năm 1990.